# Le Juge (Lucky Luke)
Pour les articles homonymes, voir Le Juge.
 (novembre 2020).
Le Juge est la vingt-sixième histoire de la série Lucky Luke par Morris (dessin) et René Goscinny (scénario). Elle est publiée pour la première fois du no 1021 au no 1042 du journal Spirou. Puis elle est publiée en album en 1959.
Cette histoire s'inspire du véritable juge Roy Bean, qui exerçait à Langtry (Texas) dans un saloon transformé en tribunal de pacotille.

## Résumé
Alors qu'il escorte un troupeau vers le Pecos, Luke est arrêté par le pseudo-juge Roy Bean, aidé de son ours Joe.
Le juge Roy Bean se sert d'un vieux code civil périmé pour appliquer la loi à sa manière. Il inflige ainsi des amendes à tout le monde pour des motifs aussi futiles que stupides. Par exemple, il condamne un Mexicain nommé Jacinto à un mois de travaux forcés, simplement pour lui avoir fait de l'ombre en passant. En outre, il incite les gens à faire des paris, avant de confisquer les mises, au motif que les paris et les jeux sont interdits par la loi.
C'est ainsi que, après une parodie de procès, le juge confisque le bétail de Luke. Afin de limiter les capacités de nuisance de Roy Bean, le cow-boy décide de s'appuyer sur Bad Ticket, un homme qui s'installe aussi comme juge à Langtry. Une guerre commence alors entre les deux « juges » et Luke décide de les départager au cours d'une partie de poker. Finalement, Roy Bean capitule et quitte Langtry.
Cependant, Bad Ticket s'avère pire que Roy Bean, à tel point qu'il condamne Lucky Luke à la pendaison. Ce dernier n'échappe à la potence que grâce à l'intervention de l'ours Joe. Finalement, Luke, Roy Bean et Joe décident de s'unir contre Bad Ticket. Mais ce dernier les enferme dans une cave. Néanmoins, après avoir creusé un tunnel qui conduit l'eau du fleuve dans leur lieu de détention, les prisonniers réussissent à s'échapper.
Découvrant que la cave est inondée, Bad Ticket croit que Luke et Roy Bean se sont noyés et qu'il est enfin débarrassé d'eux. Plus tard, cependant, Jacinto et d'autres citoyens aperçoivent les « prisonniers » qu'ils prennent pour des fantômes. La panique s'empare alors de Langtry où presque tout le monde croit que la ville est hantée.
Persuadés que Bad Ticket est responsable du « décès » des deux hommes, les citoyens de Langtry veulent le pendre avec le croque-mort, son complice. Mais Luke et Roy Bean (d'abord réticent, ensuite forcé par Luke) reviennent en ville et prouvent qu'ils sont bien vivants.
Le « juge » Bad Ticket et le croque-mort sont condamnés à quitter Langtry et à ne jamais y revenir.
Alertée par Luke, l'armée arrive à Langtry pour arrêter Roy Bean. Cependant, comme il n'y a personne pour le juger, Roy Bean, à la demande de Luke, se juge lui-même et se condamne à « ne plus être juge ».
La civilisation et l'éducation arrivent à Langtry, tandis que les bandits quittent la ville. Lucky Luke récupère son bétail et le mène à Silver City. Lorsque le rancher lui demande si le voyage s'est bien passé, Luke lui répond laconiquement : « Sans histoires ».

## Personnages
- Bad Ticket : rival du juge, il ouvre un saloon-tribunal en face de celui du juge
- Roy Bean : « juge » autoproclamé, en fait illettré, il finira par s'allier à Lucky Luke contre Bad Ticket
- La Chique : cow-boy qui fait partie avec Lucky Luke des convoyeurs d'un troupeau vers Silver City, il raconte l'histoire de Roy Bean à Luke avant qu'ils arrivent à Langtry
- JP Hogan : banquier de New-York, qui vient assister au duel entre Roy Bean et Bad Ticket
- Jacinto : homme à tout faire du saloon du juge
- Joe : ours acolyte de Roy Bean, voire « auxiliaire de justice » lorsqu'il est chargé de poursuivre un condamné
- M. Smith : propriétaire du troupeau que convoie Lucky Luke, il le met en garde sur les dangers du voyage
- M. Williams : instituteur, il rassure les habitants lorsque ceux-ci croient aux faux fantômes du juge et de Lucky Luke. Plus tard, il ramène Lucky Luke et Roy Bean à Langtry, et remplacera le juge après sa condamnation.

## Historique
Album souple paru aux éditions Dupuis en 1959 dans la collection LUCKY LUKE « Le Juge ».

## Publication
Revues
L'histoire est parue dans le journal Spirou, du no 1021 (7 novembre 1957) au no 1042 (3 avril 1958).
Album
Éditions Dupuis, no 13, 1959.
Dans cette édition il est indiqué : « Textes et illustration de Morris », le nom du scénariste (Goscinny) n'apparaissant pas.

## Adaptations
Cet album a été adapté dans la série animée Lucky Luke, diffusée pour la première fois en 1990, et a inspiré un film, Le Juge, dont Lucky Luke est toutefois absent et où Pierre Perret interprète le rôle de Roy Bean.

### Source bibliographique
- Dictionnaire Goscinny, sous la direction d'Aymar du Chatenet, Éd. JC Lattès, 2003,  (ISBN 2-7096-2313-7)